# Trace (informatique)
En informatique, la trace d'un programme est une représentation de l’exécution de ce même programme.
Une trace peut être utilisée pour analyser le comportement du programme :
- dynamiquement, lors de l’exécution, afin d'optimiser le code généré par la compilation à la volée ;
- a posteriori, pour analyser ce qu'a fait un programme lors de l’exécution.

Une trace peut être générée par une machine virtuelle, grâce à la programmation orientée aspect, ou par instrumentation du code source. Il existe également des outils qui génèrent des traces d'exécution spécialisées. Par exemple, l'outil strace génère une trace des appels systèmes effectués par un programme.

En algorithmique, faire la trace d'un algorithme, c'est représenter le déroulement d'un algorithme sous la forme d'un tableau. Le titre des colonnes est le nom des variables de l'algorithme. Le titre des lignes est le numéro des lignes de l'algorithme. Le contenu des cellules est la valeur des variables de l'algorithme.